# Ибуси, Кота
Ко́та Ибу́си (яп. 飯伏幸太, род. 21 мая 1982, Аира, Кагосима) — японский рестлер и мастер боевых искусств, известный выступлениями в New Japan Pro-Wrestling (NJPW). В марте 2021 года он стал первым в истории чемпионом мира IWGP в тяжелом весе, объединив титул чемпиона IWGP в тяжелом весе, предыдущий главный титул компании, с интерконтинентальным чемпионством IWGP, став, таким образом, последним обладателем обоих титулов.
Карьера Ибуси началась в промоушене Dramatic Dream Team (DDT) в 2004 году, и за следующие одиннадцать лет он стал трехкратным чемпионом KO-D в открытом весе и пятикратным командным чемпионом KO-D. Два командных титула он завоевал вместе с Кенни Омегой в составе команды Golden☆Lover; их общая продолжительность чемпионства в 351 день до сих пор является рекордом DDT.
В 2009 году Ибуси начал работать в New Japan Pro-Wrestling и в итоге подписал контракт с промоушеном в 2013 году. В NJPW Ибуши — бывший чемпион NEVER в открытом весе, трехкратный чемпион IWGP в полутяжелом весе и однократный командный чемпион IWGP в полутяжелом весе. В феврале 2016 года он ушел из DDT и NJPW и выступал в нескольких различных организациях в качестве фрилансера, включая DDT и NJPW, а также WWE, где он участвовал в турнире Cruiserweight Classic 2016 года.
Продолжая выступать в качестве внештатного бойца в NJPW после 2016 года (в том числе в качестве Маски Тигра W, главного героя одноименного аниме, с 2016 по 2017 год), он подписал новый постоянный контракт с NJPW в начале 2019 года, выиграл титул чемпиона IWGP в тяжелом весе в первый и единственный раз в своей карьере в 2021 году, а затем объединил его с титулом интерконтинентального чемпиона IWGP и стал первым в исторри чемпионом мира в тяжелом весе в конце того же года. Ибуси также выиграл несколько турниров NJPW, включая Best of the Super Juniors 2011 года, New Japan Cup 2015 года и G1 Climax 2019 и 2020 годов, став единственным рестлером, выигравшим все три турнира. Он также является одним из трех рестлеров, выигравших два турнира G1 Climax подряд (после Масахиро Тёно и Хироёси Тэднзана), а также единственным рестлером, дошедшим до финала четырех турниров G1 Climax подряд.

## Карьера в рестлинге

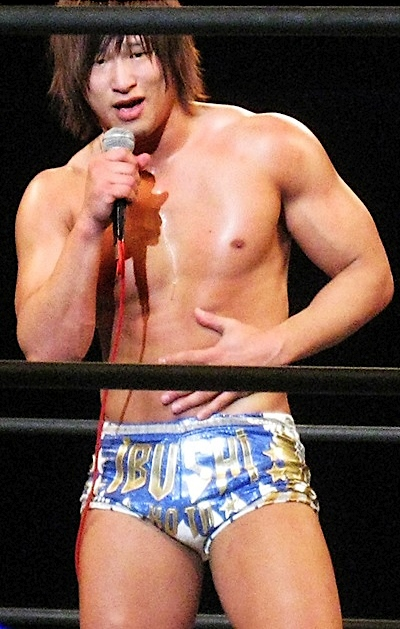
Ибуси в марте 2015 года

## Карьера в боевых искусствах
До начала своей карьеры рестлера Ибуси занимался карате, выиграв турнир по шинкарате К-2 в 2003 году. В 2006 году Ибуши планировал дебютировать в К-1 MAX, но его дебют был отменен после травмы соперника. 11 ноября 2014 года Ибуси объявил, что дебютирует в боксе в выставочном матче 30 ноября. Матч с товарищем Ибуси по DDT Майклом Накадзавой закончился вничью.

## Титулы и достижения
- CBS Sports
  - Рестлер года в NJPW (2018)[2]
- Chikara
  - Rey de Voladores (2009)[3]
- Dramatic Dream Team / DDT Pro-Wrestling
  - Чемпион мира IMGP в тяжёлом весе (1 раз)[4]
  - Независимый чемпион мира в полутяжелом весе (1 раз)[5]
  - Чемпион железных людей в хеви-металлическом весе (3 раза)[6][7]
  - Командный чемпион матчей шести человек KO-D (2 раза)[8] — с Гота Ихаси и Кенни Омегой (1), и Дайсуке Сасаки и Кенни Омегой (1)[9]
  - Чемпион в открытом весе KO-D (3 раза)[10][11]
  - Командный чемпион KO-D (5 раз) — с Даити Какимото (1), Кенни Омега (2), Даншоку Дино (1) и Дайсуке Сасаки (1)[12]
  - Go-1 Climax (2014)[13]
  - KO-D Openweight Championship Contendership Tournament (2009)[14][15]
  - KO-D Tag League (2005) — с Даичи Какимото[16][17]
  - DDT48/Dramatic Sousenkyo (2012, 2014)[18]
  - Награда за лучший матч (2012) против Кенни Омеги 18 августа[19]
- El Dorado Wrestling
  - Командный чемпион мира UWA (1 раз) — с Кагеторой[20][21]
- Inside The Ropes Magazine
  - № 6 среди 50 лучших рестлеров мира в рейтинге ITR 50 в 2020 году[22]
- Japan Indie Awards
  - Награда за лучший поединок (2008) против Кенни Омеги (DDT, 6 августа)[23]
  - Награда за лучший поединок (2011) против Дика Того (DDT, 27 марта)[24]
  - Награда за лучший поединок (2012) против Кенни Омеги (DDT, 18 августа)[25]
  - Награда за лучший поединок (2014) с Кенни Омегой против Коносукэ Такесита и Тецуя Эндо (DDT, 28 сентября)[26]
  - Самый ценный рестлер (2007, 2009)
- Kaientai Dojo
  - Награда за лучший командный матч (2007) с Мадока против Дика Того и Така Мичиноку, 1 декабря[27]
- Kaiju Big Battel
  - Хэштег-чемпион KBB (1 раз)[28]
- New Japan Pro-Wrestling
  - Чемпион мира IWGP в тяжёлом весе (1 раз, первый в истории)[29]
  - Чемпион IWGP в тяжёлом весе (1 раз, последний в истории)[30][31]
  - Интерконтинентальный чемпион IWGP (2 раза, последний в истории)[30][32]
  - Чемпион IWGP в полутяжёлом весе (3 раза)[33]
  - Командный чемпион IWGP в полутяжёлом весе (1 раз) — с Кенни Омегой
  - Командный чемпион IWGP (1 раз) — с Хироси Танахаси[34]
  - Чемпион NEVER в открытом весе (1 раз)[35]
  - Best of the Super Juniors (2011)[36]
  - G1 Climax (2019, 2020)[37][38]
  - New Japan Cup (2015)[39]
  - Concurso (2020)[40][41]
- Nikkan Sports
  - Награда лучшей команде (2010) с Кенни Омегой[42]
  - Награда за технику (2009, 2010)[42][43]
- Pro Wrestling Illustrated
  - № 5 в топ 500 рестлеров в рейтинге PWI 500 в 2021[44]
- SoCal Uncensored
  - Матч года в Южной Калифорнии (2018) с Кенни Омегой против Янг Бакс, 25 марта[45]
- Sports Illustrated
  - № 8 в топ 10 рестлеров в 2020[46]
- Tokyo Sports
  - Награда за лучший поединок (2010) с Кенни Омегой против Принц Девитт и Рюсуке Тагути; NJPW, 11 октября[47]
  - Награда за лучший поединок (2013) против Синсукэ Накамуры; NJPW, 4 августа
  - Награда за технику (2009, 2019)[48]
- Toryumon Mexico
  - Young Dragons Cup (2006)[21]
- Último Dragón Fiesta
  - Dragon Mixture Tournament (2006) — с Даити Какимото, Фука и Сейя Морохаси
- Weekly Pro Wrestling
  - Награда за лучший поединок (2010) с Кенни Омегой против Принц Девитт и Рюсукэ Тагути; NJPW, 11 октября[49][50]
  - Награда за лучший поединок (2018) против Хироси Танахаси[51]
  - Награда лучшей команде (2010) с Кенни Омегой[49][50]
- Wrestling Observer Newsletter
  - Лучший летающий рестлер (2009, 2010, 2012, 2013)[52][53][54][55]
  - Матч года в рестлинге (2015) против Синсукэ Накамуры; NJPW, 4 августа[56]